# Шаньян (Шанло)
Шанья́н (кит. упр. 山阳, пиньинь Shānyáng) — уезд городского округа Шанло провинции Шэньси (КНР).

## История
При империи Западная Цзинь в 267 году был создан уезд Фэнъян (丰阳县), но при империи Восточная Цзинь в 317 году он был расформирован. При династии Лю Сун был образован уезд Яннин (阳亭县), но при династии Южная Ци был расформирован. При империи Северная Вэй в 456 году был опять создан уезд Фэнъян, а в 481 году — уезд Янтин, а впоследствии уезд Янтин был переименован в Наньян (南阳县). При империи Западная Вэй в 553 году южная часть уезда Фэнъян была выделена в уезд Маньчуань (漫川县).
При империи Северная Чжоу в 563 году был расформирован уезд Маньчуань, а при династии Суй в 583 году уезд Наньян был присоединён к уезду Фэнъян. После чжурчжэньского завоевания эти места вошли в состав империи Цзинь, и в 1153 году уезд Фэнъян был присоединён к уезду Шанло (上洛县).
При империи Мин в 1477 году был создан уезд Шаньян.
Во время гражданской войны эти места перешли под контроль коммунистов в мае 1949 года. В 1950 году был создан Специальный район Шанло (商雒专区), и уезд вошёл в его состав. В 1964 году в рамках национальной программы по упрощению иероглифов иероглиф 雒 из названия специального района был заменён на 洛. В 1969 году Специальный район Шанло был переименован в Округ Шанло (商洛地区).
В 2002 году постановлением Госсовета КНР были расформированы округ Шанло и городской уезд Шанчжоу, и образован городской округ Шанло.

## Административное деление
Район делится на 2 уличных комитета и 16 посёлка.